# NGC 1419
NGC 1419 este o galaxie eliptică situată în constelația Eridanul. A fost descoperită în 22 octombrie 1835 de către John Herschel. Se află la o distanță de 23,12 de megaparseci de Pământ.